# Люкшудья (станция)
Люкшудья — пассажирская и грузовая железнодорожная станция Ижевского отделения Горьковской железной дороги. Расположена в селе Люкшудья Завьяловского района Удмуртии. Открыта в 1915 году.
Станция является узловой на линии Пибаньшур — Ижевск, так как от неё отходит другая железнодорожная однопутная ветка на Кильмезь. Станция осуществляет продажу пассажирских билетов, а также приём и выдачу грузов повагонными и мелкими отправками на подъездных путях, повагонную отправку грузов на открытой площадке станции.

## Движение поездов
Все пригородные железнодорожные перевозки со станции осуществляются пассажирской компанией «Содружество». По состоянию на 2013 год станция является остановочным пунктом для всех пригородных поездов, следующих из Ижевска до Игры, Балезино, Увы, и обратно, ежедневно на станции осуществляют остановку шесть поездов.
Поезда дальнего следования проходят станцию Люкшудья без остановки.